# H. Craig Severance
Harold Craig Severance (geb. 1. Juli 1879 in Chazy; gest. 2. September 1941 in Neptune Township) war ein US-amerikanischer Architekt.

## Leben
Harold wurde als Sohn von George Craig Severance und Emma Alida Gilbert in der Kleinstadt Chazy im Bundesstadt New York geboren.
Er arbeitete im New Yorker Architekturbüro Carrère and Hastings und eröffnete zusammen mit William Van Alen (1882–1954) ein gemeinsames Büro in der Stadt: Van Alens unabhängiger Geist und seine Fähigkeiten als Designer passten gut zu Severances Stärke bei der Auftragsvergabe, der sogenannten Commission. Die gemeinsame Firma begann Aufträge an Land zu ziehen und sah sich Anfang der 1920er Jahre auf ihrem Höhepunkt, doch die beiden unterschiedlichen Charaktere – Severance war ein gutaussehender Charmeur, der das Ausgehen im Metropolitan Club liebte und sich in Menschenmengen am wohlsten fühlte, während Van Alen groß, schlaksig und sozial unbeholfen war – gingen im Jahr 1924 im Streit darüber, wer der eigentliche Kopf des Erfolges ist, auseinander.
Beide trafen im Jahr 1929 im Wettlauf um den Bau des höchsten Gebäudes der Welt wieder aufeinander: Severance mit dem Bau des Bank of Manhattan Company Building, heute 40 Wall Street, und Van Alen mit dem Chrysler Building. Severance wähnte sich bei der Fertigstellung „seines“ Hochhauses im Jahr 1930 bereits als Sieger des Wettstreites mit seinem ehemaligen Partner, wurde jedoch durch eine List von Van Alen wenige Monate später geschlagen, der die geplante Höhe des Chrysler Buildings bewusst mit 282 Metern falsch angegeben hat und versteckt im Inneren der Gebäudekrone eine 56 Meter hohe und 27 Tonnen schwere Stahlspitze bauen ließ und diese unter den staunenden Blicken der Öffentlichkeit in einem Stück nach oben schieben und montieren ließ, wodurch „sein“ Gebäude jetzt insgesamt 319 Meter hoch wurde. Severance konnte nicht mehr reagieren, weil sein Gebäude bereits fertiggestellt war, protestierte aber gegen die Wertung mit dem Argument, dass sein Hochhaus mit 283 Metern das höchste nutzbare Stockwerk habe und dementsprechend den Titel des höchsten Gebäudes zu tragen habe. Der Streit wurde jedoch irrelevant, als nur wenige Monate später, im Jahr 1931, das Empire State Building eröffnet wurde und die beiden Hochhäuser von Severance und Van Alen in beiden Punkten überragte.
Severance heiratete Faith Griswold Thompson und starb am 2. September 1941 im Alter von 62 Jahren in der Kleinstadt Neptune Township südlich von New York City im Bundesstaat New Jersey.

## Gebäude
- 40 Wall Street, New York City
- 50 Broadway, New York City
- 400 Madison Avenue, New York City
- Bank of the U.S., New York City
- Montague-Court Building, New York City
- Nelson Tower, New York City
- Taft Hotel, New York City